# 1986 en Norvège
Chronologie de la Norvège
- 1982
- 1983
- 1984
- 1985
- 1986
- 1987
- 1988
- 1989
- 1990

Cet article présente les faits marquants de l'année 1986 en Norvège ou relatifs à la Norvège.

## Gouvernance
- Olav V est roi de Norvège.
- Kåre Willoch est le chef du gouvernement jusqu'au 9 mai. Gro Harlem Brundtland lui succède et forme un nouveau gouvernement.

## Événements
- Le Concours Eurovision de la chanson 1986 fut la trente-et-unième édition du concours. Il se déroula le samedi 3 mai 1986, à Bergen, en Norvège. Il fut remporté par la Belgique, avec la chanson J'aime la vie, interprétée par Sandra Kim, âgée alors de treize ans et à jamais la plus jeune gagnante de l'histoire du concours. La Suisse termina deuxième et le Luxembourg, troisième[1].
- 2 mai : Kåre Willoch présente la démission de son gouvernement[2].
- 9 mai : le gouvernement travailliste de Gro Harlem Brundtland entre en fonction[2].
- 11 mai : la monnaie norvégienne est dévaluée de 12% pour enrayer la fuite des capitaux évaluée à 10 milliards de couronnes en une semaine[2].

## Sport
- Les Championnats du monde de biathlon 1986 se tiennent du 18 au 23 février 1986 à Holmenkollen (Norvège) pour les épreuves masculines et du 13 au 16 février 1986 à Falun (Suède) pour les épreuves féminines.
- La saison 1986 du Championnat de Norvège de football était la 24e édition de la première division norvégienne à poule unique, la Tippeligaen. Les 12 clubs jouent les uns contre les autres lors de rencontres disputées en matchs aller et retour.

## Culture
- Le Vol du Navigateur (Flight of the Navigator) est un film de science-fiction américain de Randal Kleiser sorti en 1986.

## Naissances
- Naissance en Norvège en 1986

## Décès
- Décès en Norvège en 1986